# 空気浮上式鉄道

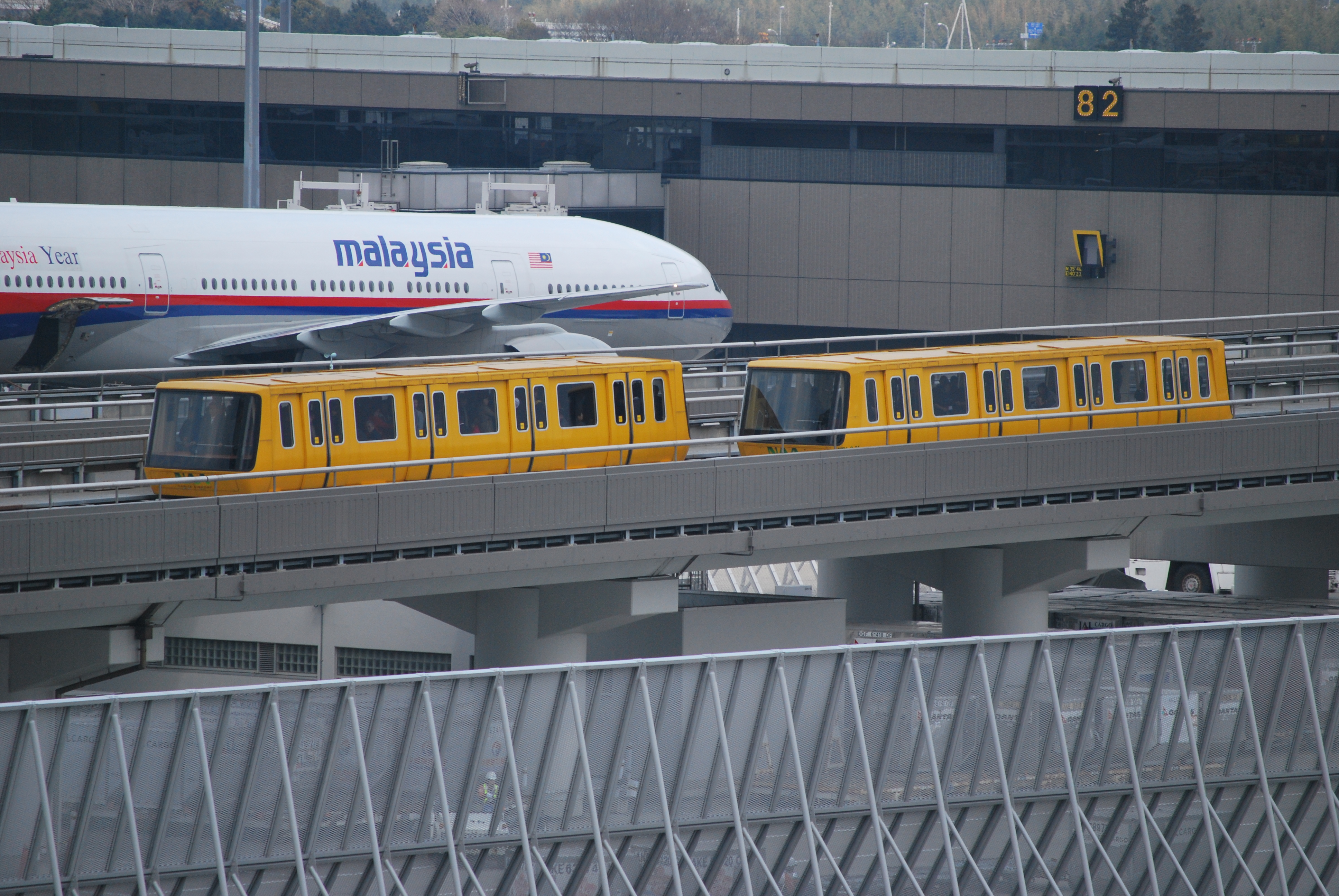
成田空港で乗客を運ぶオーチス製空気浮上式ピープルムーバー（水平エレベーター）

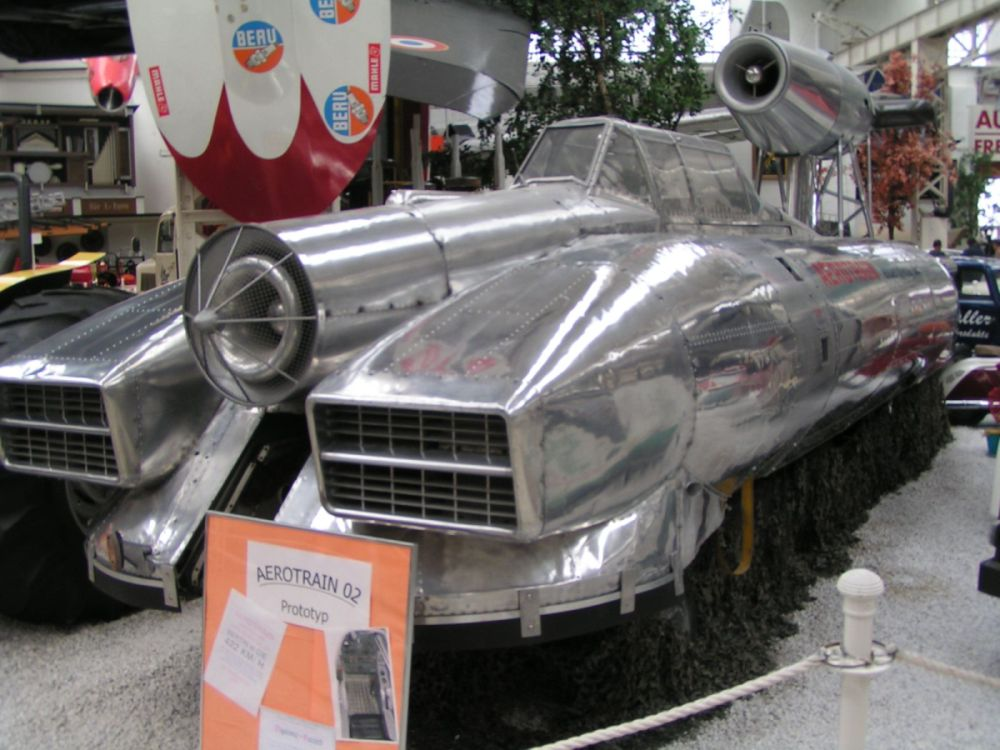
アエロトラン試作2号機

空気浮上式鉄道（くうきふじょうしきてつどう）とは、空気を利用して浮上、走行する交通輸送機関である。鉄の車輪を用いた列車の速度上限が300km程度だと考えられていた1960年代-70年代に、次世代高速鉄道の有力候補になると考えられて、フランスではアエロトラン、イギリスではトラックト・ホバークラフト、アメリカではトラックトエアクッションビークルと呼ばれ開発が進められた。様々な問題点から高速鉄道としての開発は打ち切られたが、後に空港ターミナル間の輸送などの用途で実用化された。
車体を浮かべる原理は異なっているが、磁気浮上式鉄道も「浮上」して走行する為、空気浮上式と混同されることがある。

## 概要
1960年代末、鉄の車輪を用いた列車の高速化は、蛇行動による振動が原因で140 mph (230 km/h)程度が限界になると考えられ、空気浮上式鉄道は、この問題を低リスクかつ低コストで解決し都市間高速鉄道を実現する物と見られていた。
鉄道先進国のフランスではアエロトラン、ホバークラフト発祥の地イギリスではトラックト・ホバークラフト、アメリカのコロラド州プエブロではアエロトランの技術を導入した物が開発されていたが、大半は技術的には未熟で、従来の鉄道システムによる高速鉄道と競うにはまだ十分ではなかった。
同年代に開発されていたイギリスのAPTやTGVと比べて建設費が低いと見積もられたが、従来の設備が転用できないため新線建設の費用がかかること、車輪式高速鉄道は速度を落とせば人口密集地の既存路線を利用できることから費用面の優位性は相殺されていた。また、英国鉄道によって、適切な支持装置があれば蛇行動を解決できる可能性が示されたことで、空気浮上鉄道への興味は失われ、オイルショックの中、これらの計画は1970年代半ばに終了した。
その後、ゼネラルモーターズが浮上によって摩擦を無くしリニア誘導モーターで移動するシステムを開発、その事業を受け継いだオーチス社がケーブルによる推進に改良した事で、経済性のある浮上式鉄道が実用化された。
この空気浮上式ピープルムーバーは、タイヤ交換に係る部品代、人件費などの整備費用が削減でき、稼働率の高さから予備車両も不要で、浮上に必要な電気代を含めても十分採算が取れるものとして、成田空港第2ターミナルシャトルシステムのように一部の空港等で利用されている。
航空工学に基づいて、浮上に空気力学を利用するエアロトレイン（方式は空力浮上式鉄道とも呼ばれる）のような例もあるが、この場合、停止中は着地する。

## 特徴
スカートの中に空気を溜めて浮上するホバークラフト型の乗り物は、線路として整備された平坦な路面を走るのであれば、浮上時のエネルギーロスが少なく、高速走行時なら鉄輪式よりも効率が良い。
また、鉄輪は高速走行時に通過曲線の半径が不十分だとフランジが軌道側面に当たって蛇行振動が起こり、140 mph (230 km/h)以上では振動周波数の増加によって転がり抵抗が劇的に増大することで脱線の可能性が高まるが、浮上式鉄道はこの問題を回避できる。
車体が浮上しているため、少々の凸凹があっても乗り心地への影響少なく、複雑な懸架装置を省略できる。さらに浮上パッドは軌道表面に与える圧力を大幅に減らし、接地圧は鉄道車両のおよそ1⁄10,000、タイヤのおよそ1⁄20に抑えられる。
これらの要素により、空気浮上式鉄道は既存の道路と似た低規格な軌道で走行でき、従来の鉄道に必要とされた複雑で高価な軌道よりも、新路線の建設費を大幅に削減できると考えられていた。

## 開発

### 初期の努力
初期の空気浮上式鉄道の概念の一つに1930年代初頭にフォード・モーターの技術者だったアンドリュー・クチャーが圧縮空気を浮上に用いる概念を発表した。これは後のLevapadの概念でポペットバルブのような形状の小さい金属の円盤から圧縮空気を噴き出すというものであった。Levapadは浮上には金属面や同じくらい平滑な工場の床のようなコンクリートのかなり平坦な表面が必要だった。クチャーはフォード科学研究所の副所長に就任後もLevapadの概念の開発を継続した。
1950年代まで車両に導入しようとする表立った動きは無く、高速走行時に蛇行振動問題を避ける為に、従来の鉄の軌道上をLevapadのような装置を使用して走行するいくつかの試みがあったに過ぎない。1958年のモダン・メカニックスにLevapad概念の最初の一般的な導入の一つを紹介した記事がある。その記事では自動車に焦点をあてており、フォード社のGlideairを元にしているが、クチャーは「私たちはGlideairは高速陸上交通の新しい形態でおそらく約1000マイル以上の距離の鉄道の旅行の分野を見込んでいる」と記している。 1960年のポピュラーメカニクスの記事では複数の異なるグループの空気浮上式鉄道の概念の提案を記している。

### LIM
同時期エリック・レイスウェイトは玩具的な段階ではあったが、最初の原理的なリニア誘導モータ(LIM)を製作した。LIMは複数の異なる方式が作られたが従来の電動機であれば複数の可動部で構成されたのに対して単純な構造で金属板が軌道上に配置されているだけだった。
電流を流して励磁されたコイルによって発生した磁場によって金属板内で短時間のヒステリシスを伴って誘導電流が励起される。
コイルに電流を流すタイミングを注意深く切り替えることによってコイル内とリアクションレールの磁場がヒステリシスによって相殺される。相殺の結果リアクションレールの正味の推力はLIMを通してそれ自体をいかなる物理的接触を介さずに引っ張る。LIMの概念は交通機関の分野において可動部品の無い電動機によって大幅に整備の手間を減らすことが出来るので、大いに検討された。
LaithwaiteはLIMが高速鉄道に完全に適合すると提案して椅子に4輪の車体をつけたLIMで動かす模型を作った。実演の成功後、彼はイギリス国鉄にLIMを小型のLevipadに似た浮上装置を使用した軌道上を走行する小規模の実験への投資を求めた。
イギリスのトラックト・ホバークラフト社の調査により40トン、100人乗りの空気浮上式鉄道の場合、400 km/h (250 mph)で70 km/h (43 mph)の向かい風の場合、空気抵抗の為に2,800 kW (3,750 hp)が必要と試算された。しかしながら車両は浮上する為に2,100 kW (2,800 hp)が必要と試算された。合計4,900 kW (6,600 hp)は、既存の運行されている貨物用の機関車ではありえない数字ではないが、これらの重量は80 トンで大半は電圧制御と変換装置だった。トラックト・ホバークラフトは軽量に設計されていたので車載は出来ず、これらの推進に要する高価な機材を全路線に渡って軌道上に分散配置する必要があった。
しかしながら、PTACV実証機は重量が64,000ポンド (29 t)、60座席で142 mph (229 km/h)で走行時に浮上、案内にはわずか560 kW (750 hp)だけが必要だった。フランスのI80 HV (80座席)は類似の指標で431 km/h (268 mph)に到達した。

### 磁気浮上鉄道の開発による空気浮上式の衰退
磁力で列車を浮上する概念は、空気浮上式鉄道の開発試験中に既に検討されていた。当初、この方法は非現実的であると信じられてきた。もし、システムが電磁石を使用するのであれば制御装置は法外なほど高価になる事が予想され、当時、鉄道車両を持ち上げるほど強力な永久磁石は無かった。
パワーエレクトロニクスの進歩により電磁石を使用した「アクティブトラック」の浮上式鉄道が現実味を帯びてきた。1960年代末に磁気浮上式鉄道の概念が刷新され、再び注目されるようになり、いくつかの計画がドイツと日本で始まった。同時期、Laithwaiteは浮上と推進を司る新型のリニア誘導モーターを発明した事により、従来の（車上一次式）LIMのように地上側の励磁の不要な軌道の建設が可能になった。どちらの場合でも適切に電磁石を配置することによって列車の浮上に必要なエネルギーを大幅に削減出来る事が判明した。
全体的において磁気浮上式鉄道は浮上パッドを単に電磁石で置き換えたものである。電動機とファンを取り除き浮上用パッドを磁石に交換して車両の重量を約15%減らした。この変更により空気浮上式鉄道で浮上に必要だった電力を2,100 kWから磁気浮上式鉄道では40 kW.まで減らした。これはトラックト・ホバークラフト（ホバートレイン）が鉄車輪式鉄道と低エネルギーの磁気浮上式の前に敗退する要因となった。
1970年代初頭、様々な磁気浮上式鉄道が世界中で検討された。ドイツ政府は提案された案のどれが優れているかを明らかにするために複数の異なるシステムに出資した。1970年半ばの時点でこれらのいくつかの計画はホバートレインのような騒音や砂塵を巻上げたり多くのエネルギーを費やさずにホバートレインと同水準の成果を生み出した。
1970年代初頭には世界中で広範囲な磁気浮上式鉄道の提案が活発にあった。ドイツ政府はいくつかの励磁された軌道や励磁されない軌道を用いる複数の異なるシステムに研究予算を配分してそれぞれのシステムの得失を調査した後、現在のトランスラピッドに一本化した。
1970年代半ばの時点において磁気浮上式鉄道は空気浮上式鉄道と同じ水準だったが当初、予想されたよりはるかに大きな騒音や浮上時の吹き上げ等の欠点は無かった。
既存の空気浮上式鉄道の計画は既存の資金で継続されていたが、磁気浮上式鉄道への関心の高まりと従来型の高速鉄道の導入の両方により徐々に下火になったと考えられている。

### 新たな試み
東北大学でエアロトレインという研究が行われた。基本的な概念は従来の空気浮上式鉄道と同じであるが静圧式空気浮上に代わり地面効果を利用した動圧式空気浮上を採用している。送風機を備えない為、静止時、低速時の浮上は出来ないが送風機による騒音が無く、高速化に適するとされた。2020年の実用化を目指していたが続報はない。
減圧した管内を高速で走行するハイパーループの開発も進められている。

## アエロトラン
フランスで1965年-1977年にかけて開発が進められた。サラン、ルーアン間に建設された全長18kmのオルレアン実験線で1974年3月5日に運転速度417.6km/h、瞬間最大430.4km/hの記録を樹立した。

## TACV

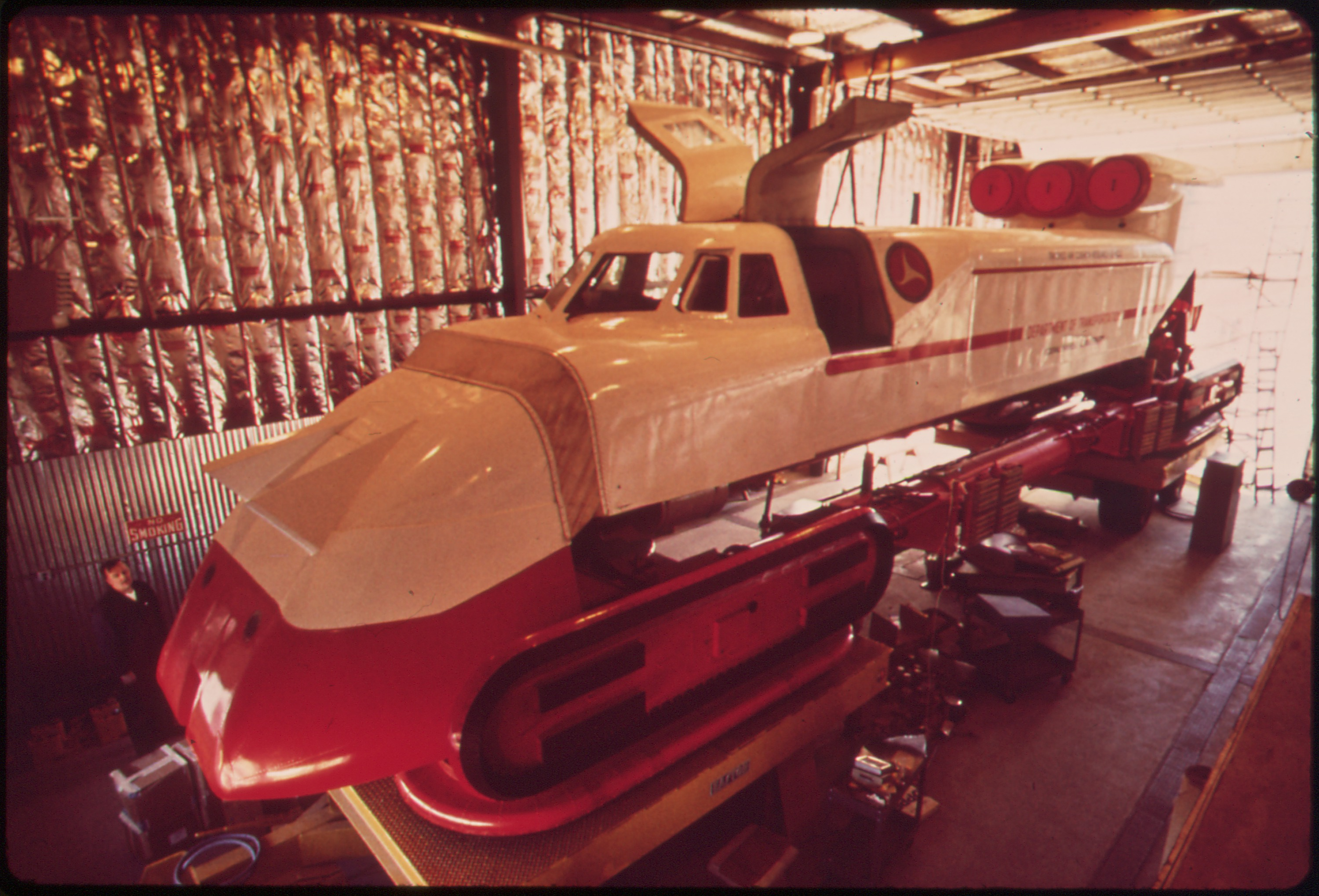
TACRV

1965年の高速鉄道法により連邦鉄道委員会（FRA）は高速鉄道の研究予算をつけた。
さらにUAC ターボトレインの成功により、Tracked Air Cushion Vehicle（TACV）計画の下で複数の試作機の製作が承認された。TACVはリニア誘導モーターによって300 mph (483 km/h)の性能の高速列車を想定した。異なる要素技術が異なる試作機で試験された。
1969年12月、エネルギー省は複数の計画のためにコロラド州、プエブロに高速鉄道試験センター（HSGTC）の建設を採択した。TACV計画のためにはエネルギー省は異なる試作機のために試験線の建設費を払ったが、試験線の建設は遅かった。

## LIMRV

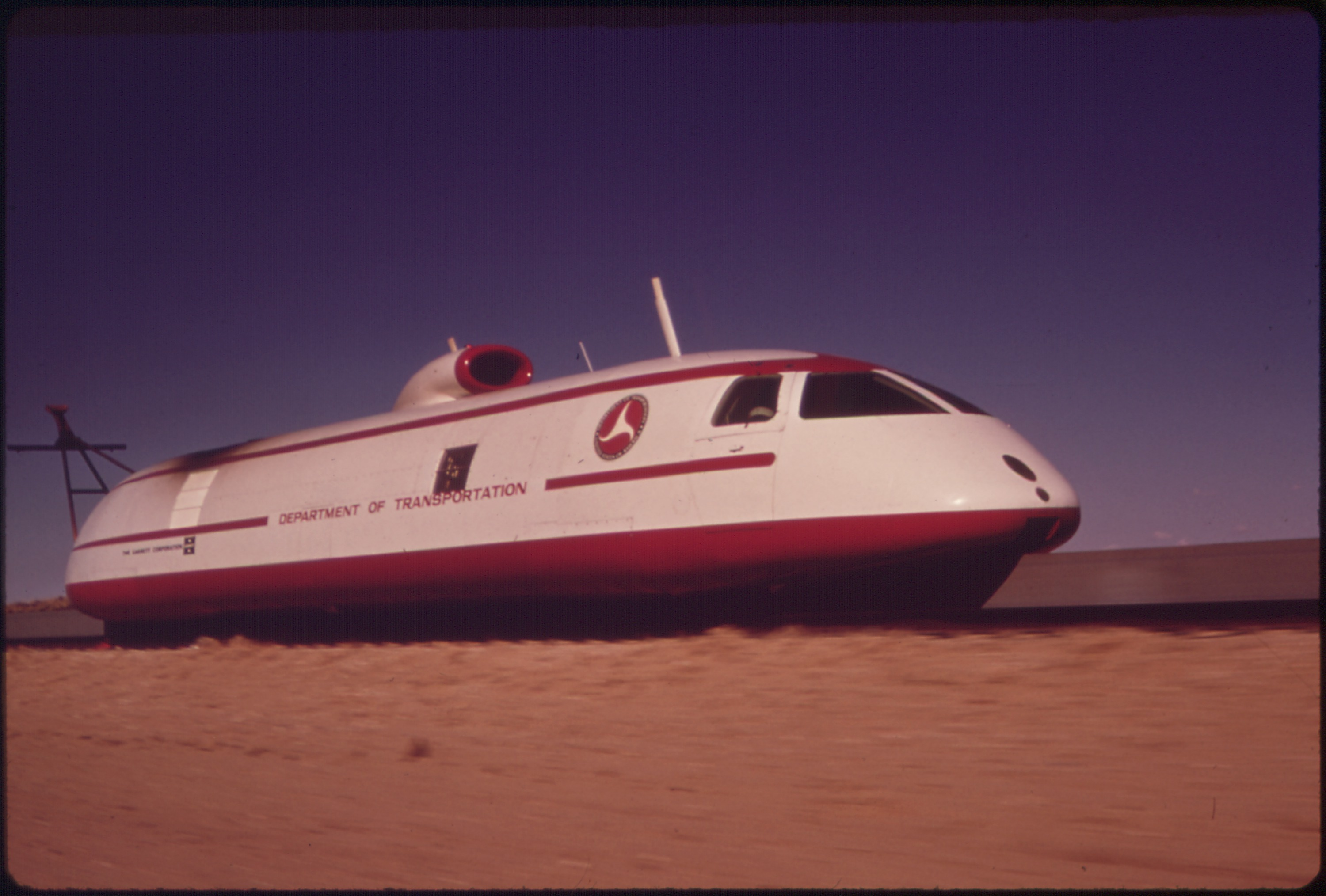
LIMRV

バーティンのチームがまだリニア誘導モーターを使用していなかった頃にTACV計画はリニア誘導モーター（LIM）の開発に注力していた。ギャレット・アイリサーチは、(車上一次式)LIMに電力を供給するために3,000 hpのガスタービンエンジンを備えた車輪式で標準軌の軌道上を走行するリニア誘導モータ試験機（LIMRV）を製造した。
LIMRVの試験軌道はギャレットが試作機を納入した時点ではプエブロ近郊のHSGTCはまだ完成していなかった。軌道の内側のリアクションレールは設置中だった。軌道の準備が整うとリニア誘導モーター、発電機と軌道の力学的試験は進行して1972年12月に187.9 mph (302.4 km/h)に達した。速度は試験線の全長（6.4マイル）と試作機の加速度によって制限された。より高速で推進するように2基のJ52エンジンが追加された。これらのエンジンはJ-52の推力が抵抗と釣合うように逆噴射するようにできていた。
これにより軌道を数マイル延伸せずにより高速の試験を目指した。1974年8月14日、LIMRVは従来の軌道上での世界記録となる255.7 mph (411.5 km/h)を樹立した。

## TACRV
TACV計画の第2段階はターボファンエンジンを動力とする空気浮上式のTracked Air Cushion Research Vehicle（TACRV）の試験だった。ボーイングとグラマンが設計を提案してグラマンの案が採択された。グラマンのTACRVは1972年に発表された。グラマンの努力はTACV計画の大部分の予算を獲得して22マイル (35 km)の軌道の建設を確実にしたが、リニア誘導モーター推進のためのリアクションレールは設置されなかった。ジェットエンジンによる推進のみで90 mph (145 km/h)に達したに過ぎない。

## UTACV
第3段階のTACV計画は、座席を備えたリニア誘導モーター式空気浮上列車のUrban Tracked Air Cushion Vehicle（UTACV）で完成した。ロー・インダストリーズはバーティンのエアロトレインの設計を基に契約を取り、1974年にプエブロのHSGTCへ試作機を納入した。
しかし、余った予算はほとんど無かったため、ロー社の試作機はわずか1.5マイル (2.4 km)の軌道で、最大速度はわずか145 mph (233 km/h)しか出せなかった。UTACVの試験準備が整った時点で大半の予算は使い切った状態であったため、それ以上の予算は出なかった。電源供給システムの必要、低エネルギー効率、騒音の水準が問題となった。ロー社の試作機の最後の試験は1975年10月に終了した。以来、プエブロの施設は交通技術センターとして知られる従来の鉄道車両の試験に現在でも使用される。

## トラックト・ホバークラフト

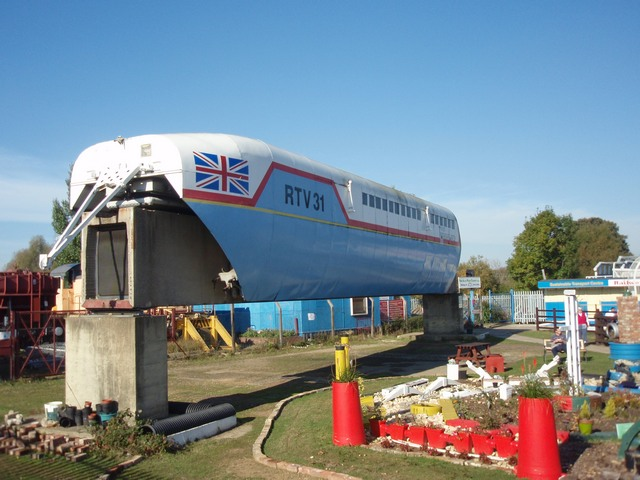
トラックト・ホバークラフトRTV 31

クリストファー・コッカレルのグループが1960年代初頭に空気浮上式鉄道の概念を実験して1963年に進行方向の制御のできる短距離のコンクリートの表面を走行した。試作機は短距離の試験線上を手で押して走行した。
イギリスでも空気浮上式鉄道の研究が進められた。フランスのアエロトランがガスタービンエンジンでプロペラ（ダクテッドファン）を回転させて推進したのに対して、トラックト・ホバークラフトはリニア誘導モーターで推進した。ホバークラフトを開発したグループは、リニア誘導モーターが知られるようになった1961年頃以降にリニア誘導モーターの概念を取り入れた。1963年から実物大の開発の基礎にするためにリニア誘導モーターの概念を使用した試験機が走行を始めた。小型の試験機は凸型のモノレールの軌道上を走行する狭胴型の旅客機のような形状の車両だった。水平面は走行路面で、垂直の部分は案内と軌道を保持する強度を維持する構造だった。
開発チームは縮小された模型の製造のために追加予算を確保した。Hytheに大きな円形の試験軌道を地上から約3フィートの高架上に建設した。ここでは基本的な配置が変更され、軌道の断面形状が凸から凹に変更された。これにより車両の床が平坦になり、幅が広がった。この形式は1965年に走行し、次年度に開催されたホバーショー '66で公開された。後に軌道の側面の上部に設置されたリニア誘導モーターで動くようになった。
この時点で計画は資金不足により中断された。同時期、英国鉄道は従来の列車の高速走行の障害となる蛇行の問題に関する広範な研究プロジェクトに取り組んでおり、適切な支持装置を開発することによって解決される可能性が示唆された。英国鉄道は空気浮上式鉄道の概念に関する興味を失い、まもなくAPTの開発に注力するようになった。これによりHytheのチームは彼らが提案していた実物大の試験機の予算が得られなくなり、ホバーショーではフランスが空気浮上式鉄道の開発を先導する事に苦情を呈した。
1967年、政府は空気浮上式鉄道の開発を国立物理学研究所に移管した。ほぼ同時期にリニア誘導モーターの開発において功績のあったLaithwaiteは、英国鉄道との関係を断絶した。2チームは共同で実物大のトラックト・ホバークラフトの試験機を作る努力を続けた。Laithwaiteの説得とイギリスがフランスに勝つという要因の組み合わせにより、すぐに政府の資金援助を得られた。
1970年にロンドン北部に試験軌道の建設が始まった。この場所が選ばれた理由は全長20マイルの試験線を敷設するための平坦な土地が得られたからだったが、予算は最初のわずか4マイル分のみだった。建設費のさらなる高騰によりわずか1マイルのみ建設された。試作機のRVT 31は1973年に速度試験を始め、1973年2月7日にケンブリッジシャーの実験線で向かい、風20マイルの中で167km/h（104mph）の速度に達した。
この成功にもかかわらず、政府は2週間後にさらなる予算を中止した。関心が英国鉄道の一部に留まった事と各種高速化の努力の間での内紛の組み合わせがAPTを強く勧める独立審査委員会の形成を促した。
1973年に予算が打ち切られた事により計画は中止され、現在は実験機がレイル・ワールドに保存されている。開発関係の書類はイングランドのハンプシャーにあるホバークラフト・ミュージアムに展示されている。

## ハイパーループ

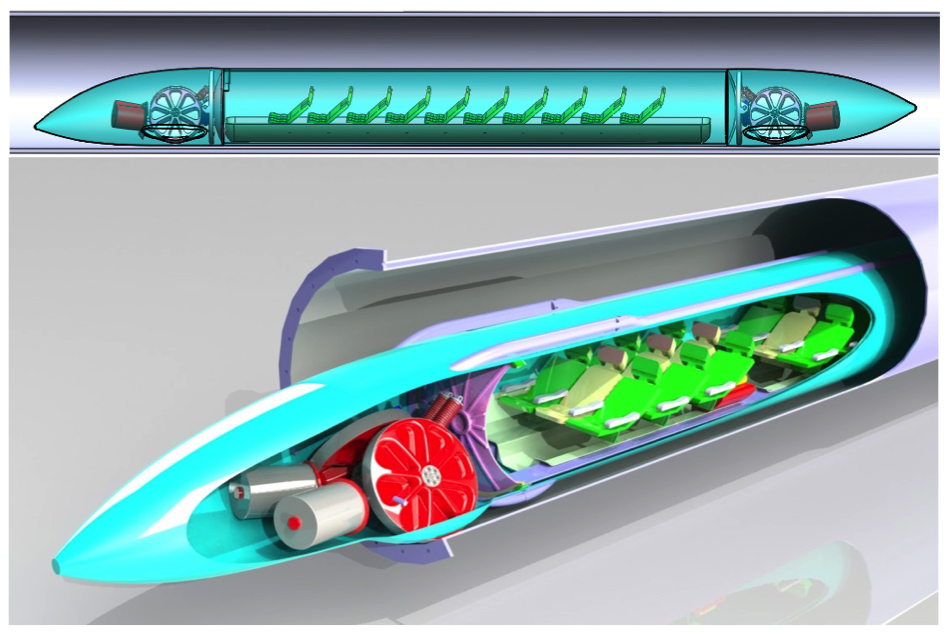
ハイパーループの概念図

ハイパーループは現在開発中の減圧した管内を高速で走行する輸送システムである。

## 空気浮上式新交通システム

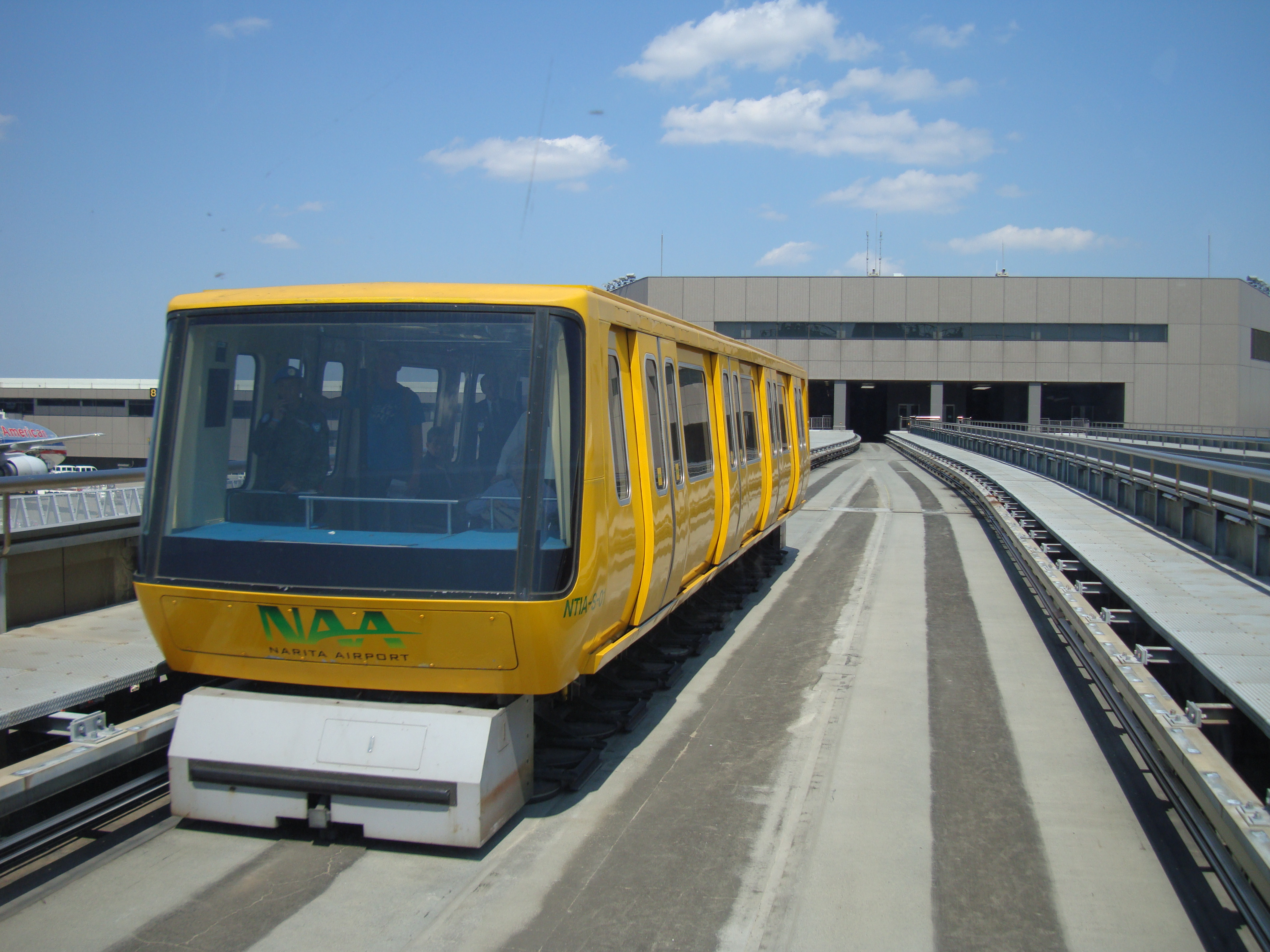
成田空港第2ターミナルシャトルシステム

空気浮上式鉄道は1960年代末から1970年代初頭にかけて盛んに議論されたパーソナル・ラピッド・トランジットのような小規模システム用にも開発された。この分野でも、浮上によって小さい段差や軌道上のゴミを乗り越えられるのが利点とされたが、磁気浮上式鉄道も同様の利点を備えていた。商業運行されている唯一の空気浮上式鉄道はオーチス・ホバーシステムのみで、これは元々ゼネラルモーターズによって自動誘導交通システムとして開発され、反トラスト法に基づいて強制的にGMから分離させられた。原設計のリニア誘導モーターによる推進から、ケーブルによる巻き上げ式に変更したオーチス・エレベータ社によって完成し、ピープルムーバーとして世界中に販売され、成田空港第2ターミナルシャトルシステムのようなターミナル間の移動など、世界各地の空港や大学などで運行されている。
当初はリニア誘導モーター（LIM）を使用していたが、近年ではケーブルカーと同様に鋼索による牽引で車体を移動させるものが主流となっている。ゴムタイヤより転がり抵抗の少ない車体を綱で曳くという単純な方式は、低速での推進効率がリニア誘導モーターよりも優れている。また、多くの新交通システムで見られるゴムタイヤを使用しないため、車電動機や駆動系統の整備、タイヤ交換に関わる維持費が抑えられるほか、低床化が容易で、車内にタイヤハウスが張り出さないため床面を広く利用できる。